# Garelli Aviocompressore SS
L'aviocompressore Garelli tipo SS è una turbomacchina operatrice a due tempi studiato per essere montato a bordo degli aeromobili. La sua funzione era quella di mettere in pressione un circuito con delle bombole che serviranno a fare ruotare  il motore dell'aereo per avviarlo.
La sua particolarità è quella di poter essere collocato in qualsiasi parte dell'aereo, con il collegamento in condotto della aria compressa ai motori, e lo scarico del motore del aviocompressore all'esterno dell'aeromobile. A differenza di altri modelli analoghi il tipo SS fungeva esclusivamente da aviocompressore.
È stato utilizzato nei motori Piaggio del bombardiere P.108, cui è legata la leggenda metropolitana secondo cui il motore della Vespa fosse derivato da quello del bombardiere, cosa falsa in quanto l'aviocompressore era tipico degli aerei dell'epoca ma non furono adottate soluzioni simili sui motori della Vespa.